# Margareta Kozuch
Margareta Kozuch est une joueuse allemande de volley-ball née le 30 octobre 1986 à Hambourg. Elle mesure 1,87 m et joue au poste d'attaquante. Elle totalise 314 sélections en équipe d'Allemagne. 
Depuis 2019, elle joue en sélection allemande de beach-volley avec Laura Ludwig.

## Biographie
Elle fait ses débuts en 1997 dans le club du TuS Berne deux ans après avoir commencé le volley-ball. Elle quitte le club en 2002 pour le CVJM Hamburg où elle obtint la troisième place des championnats juniors. Elle signe en 2003 avec le TV Fiskbeck Hamburg (renommé en NA Hamburg) puis rejoint Sassuolo Volley et Novare.

## Clubs
| Club                  | De        | À         |
| --------------------- | --------- | --------- |
| NA Hamburg            | 2003-2004 | 2006-2007 |
| Sassuolo Volley       | 2007-2008 | 2007-2008 |
| Asystel Novare        | 2008-2009 | 2009-2010 |
| Zaretchie Odintsovo   | 2010-2011 | 2010-2011 |
| Atom Trefl Sopot      | 2011-2012 | 2011-2012 |
| Busto Arsizio         | 2012-2013 | 2012-2013 |
| Azəryol VK            | 2013-2014 | 2013-2014 |
| Shanghai Volleyball   | 2014-2015 | 2014-2015 |
| River Volley Piacenza | fév 2015  | mai 2015  |
| VBC Casalmaggiore     | 2015-2016 | 2015-2016 |

## Palmarès

### Équipe nationale
- Championnat d'Europe
  - Finaliste : 2011, 2013.
- Ligue européenne
  - Vainqueur: 2013.

### Clubs
- Ligue des champions
  - Vainqueur : 2016.
- Coupe de la CEV (1)
  - Vainqueur : 2009
- Supercoupe d'Italie
  - Vainqueur : 2012, 2015.
- Championnat d'Azerbaïdjan
  - Finaliste : 2014.
- Championnat de Chine
  - Finaliste : 2015.

### Distinctions individuelles
- Championnat d'Europe de volley-ball féminin 2009: Meilleure marqueuse.
- Championnat d'Europe de volley-ball féminin 2011: Meilleure attaquante.
- Ligue européenne de volley-ball féminin 2013: Meilleure marqueuse et meilleure attaquante[3].
- Championnat d'Europe de volley-ball féminin 2013: Meilleure serveuse.
- Ligue des champions féminine de volley-ball 2015-2016: Meilleure attaquante[4].